# Festival de télévision de Monte-Carlo 2001
 (novembre 2016).
Le Festival de télévision de Monte-Carlo 2001, 41e édition, s'est déroulé du 16 au 22 février 2001.

## Palmarès

### Programme long fiction
- Meilleur programme long de fiction : Dirty Pictures  États-Unis
- Meilleure mise en scène et scénario : Max Färberböck pour Jenseits  Allemagne
- Meilleur acteur : Nikolai Volkov dans That Orchard Full of Moon  Russie
- Meilleure actrice : Zinaida Sharko dans That Orchard Full of Moon  Russie
- Mention spéciale : Tatiana Vilhelmová dans Spolecnice

### Actualités
- Meilleurs documentaires
  - Nymphe d'or : The Kurks - Tragedy in the Barebts Sea  Danemark
  - Nymphe d'argent : Convoy to Moldova  Royaume-Uni
  - Mention spéciale : Black September in Easti Timor  Japon

- Meilleurs reportages d'Actualité
  - Nymphe d'or : The Mozambique Floods  Royaume-Uni
  - Nymphe d'argent : BBC World : Palestinian Uprising  Royaume-Uni

### Mini-Séries
- Meilleure mini-série : Un pique-nique chez Osiris  France
- Meilleur réalisateur : John Strickland pour Rebel Heart  Royaume-Uni
- Meilleur scénario : Guy Hibbert pour The Russian Bride  Royaume-Uni
- Meilleure actrice : Marina Hands dans Un pique-nique chez Osiris  France
- Meilleur acteur : Nino Manfredi dans Una Stria Qualunque  Italie
- Mention spéciale : The New Country  Suède

### Prix spéciaux
- Prix spécial Prince Rainier III : Kampen Om Klimaet  Danemark
- Prix AMADE-UNESCO :
  - Fiction : L'Enfant de la Nuit, Collection Combats de Femmes  France
  - Actualité : Facts : the Diamond Tragedy, at the Front Lintes  République tchèque

- Prix UNDA
  - Fiction : Un Domo Semplice  Italie
  - Actualité : Convoy to Moldova  Royaume-Uni

- Prix de la Croix-Rouge monégasque : Convoy to Moldova  Royaume-Uni